# Руеда-де-Халон
Руеда-де-Халон (ісп. Rueda de Jalón) — муніципалітет в Іспанії, у складі автономної спільноти Арагон, у провінції Сарагоса. Населення — 353 особи (2010).
Муніципалітет розташований на відстані близько 250 км на північний схід від Мадрида, 32 км на захід від Сарагоси.

## Демографія
Динаміка населення (INE ):